# Hafenkrankenhaus (Fernsehserie)
Hafenkrankenhaus ist eine 13-teilige Serie der ARD, die ab Februar 1968 im regionalen Vorabendprogramm des Norddeutschen Rundfunks gesendet wurde.  

## Inhalt
Im Hamburger Hafenkrankenhaus kümmert sich Schwester Inge um die Sorgen und Nöte ihrer Patienten. Nicht nur in medizinischer Hinsicht ist sie für die kranken Menschen da, Inge ist jederzeit auch Ansprechpartnerin für deren private Probleme.

## Sonstiges
Hafenkrankenhaus war die erste Krankenhausserie im Deutschen Fernsehen, nachdem bereits  1963 das US-amerikanische General Hospital auf Sendung gegangen war. Die Drehbücher stammten von verschiedenen Autoren, unter ihnen Ben Witter und George Hurdalek. Als Gastdarsteller konnten wiederholt Schauspieler des Hamburger Ohnsorg-Theaters verpflichtet werden.
Hauptdarstellerin Anneli Granget schied aufgrund einer depressiven Erkrankung einige Jahre später nur 35-jährig freiwillig aus dem Leben.
Die Serie wurde in wöchentlichem Abstand montags ausgestrahlt. Ob sie von anderen Regionalsendern übernommen wurde, ist nicht zu ermitteln. Hafenkrankenhaus ist auch auf DVD erhältlich.

## Episodenliste
| Nr. | Erstausstrahlung | Titel                      | Gastschauspieler (Auswahl)                                                       |
| --- | ---------------- | -------------------------- | -------------------------------------------------------------------------------- |
| 1   | 19. Februar 1968 | Sonny und die Kavaliere    | Günther Siegmund, Hilde Sicks, Edgar Bessen, Heinz Lanker, Petra Verena Milchert |
| 2   | 26. Februar 1968 | Der Trick                  | Fritz Benscher, Otto Lüthje, Gerda-Maria Jürgens                                 |
| 3   | 4. März 1968     | Der Vierkaräter            | Liane Hielscher, Til Erwig, Ernst Grabbe, Gottfried Kramer                       |
| 4   | 11. März 1968    | Herr Kaktus                | Hans Hermann Schaufuß, Katrin Schaake, Peter Maertens, Marlies Draeger           |
| 5   | 18. März 1968    | Der Verkehrsunfall         | Walter Jokisch, Martin Lüttge, Katharina Treller, Irmgard Jedamzik               |
| 6   | 25. März 1968    | Kochen will gelernt sein   | Carsta Löck, Hanno Thurau, Jochen Schenck                                        |
| 7   | 1. April 1968    | Im Rinnstein               | Georg Hartmann, Hans-Dieter Jendreyko, Andrea Grosske, Kurt Klopsch              |
| 8   | 8. April 1968    | Benno, der Fassadenschreck | Karl Merkatz, Eva Maria Bauer, Curt Timm, Hedwig Schmitz                         |
| 9   | 22. April 1968   | Die Scharfschützen         | Margot Medicus, Peter Lehmbrock, Manfred Reddemann, Hans Daniel                  |
| 10  | 29. April 1968   | Aktion Großmama            | Dorothea Thiess, Katharina Mayberg, Eva Brumby, Charlotte Kramm, Eva Zlonitzky   |
| 11  | 6. Mai 1968      | Die Brüder Kamarowski      | Conny Palme, Jörg von Liebenfelß, Hans Daniel, Erich Neureuther                  |
| 12  | 13. Mai 1968     | Die Kuckucksuhren          | Dagmar Biener, Ilse Seemann, Tonio von der Meden, Heiner Schmidt                 |
| 13  | 20. Mai 1968     | Das Blümchen von Hawaii    | Ah Yue Lou, Hela Gruel                                                           |